# 경성읍성
경성읍성(鏡城邑城)은 함경북도 청진시 승암로동자구에 있는 성이다. 고려가 1107년에 처음으로 토성을 쌓았고, 1437년에 토성의 일부 구간을 석성벽으로 고쳤다. 지금의 성은 1616년부터 1622년까지 6년 6개월에 걸쳐 쌓은 것이다. 이때 성문들과 포루, 성가퀴, 해자, 못, 우물을 만들었다. 이 성은 북으로는 청진방면, 남으로는 길주방면으로 통하는 교통상의 요충지로 큰길이 동문과 서문을 통하게 된, 방위상 유리한 자연지리적 위치를 차지하고 있다. 류성, 치성이라고도 부른다. 평지에 7 ~ 10m의 높이로 쌓았으며, 동서로 긴 장방형 형태의 성이다. 동서길이는 810m, 남북넓이는 약 290m이며 둘레는 약 2,200m에 이른다. 조선시대에는 북병영, 즉 함경북도 병마절도사 군영 및 경성도호부 청사의 소재지로 활용되었다.